# Surfen

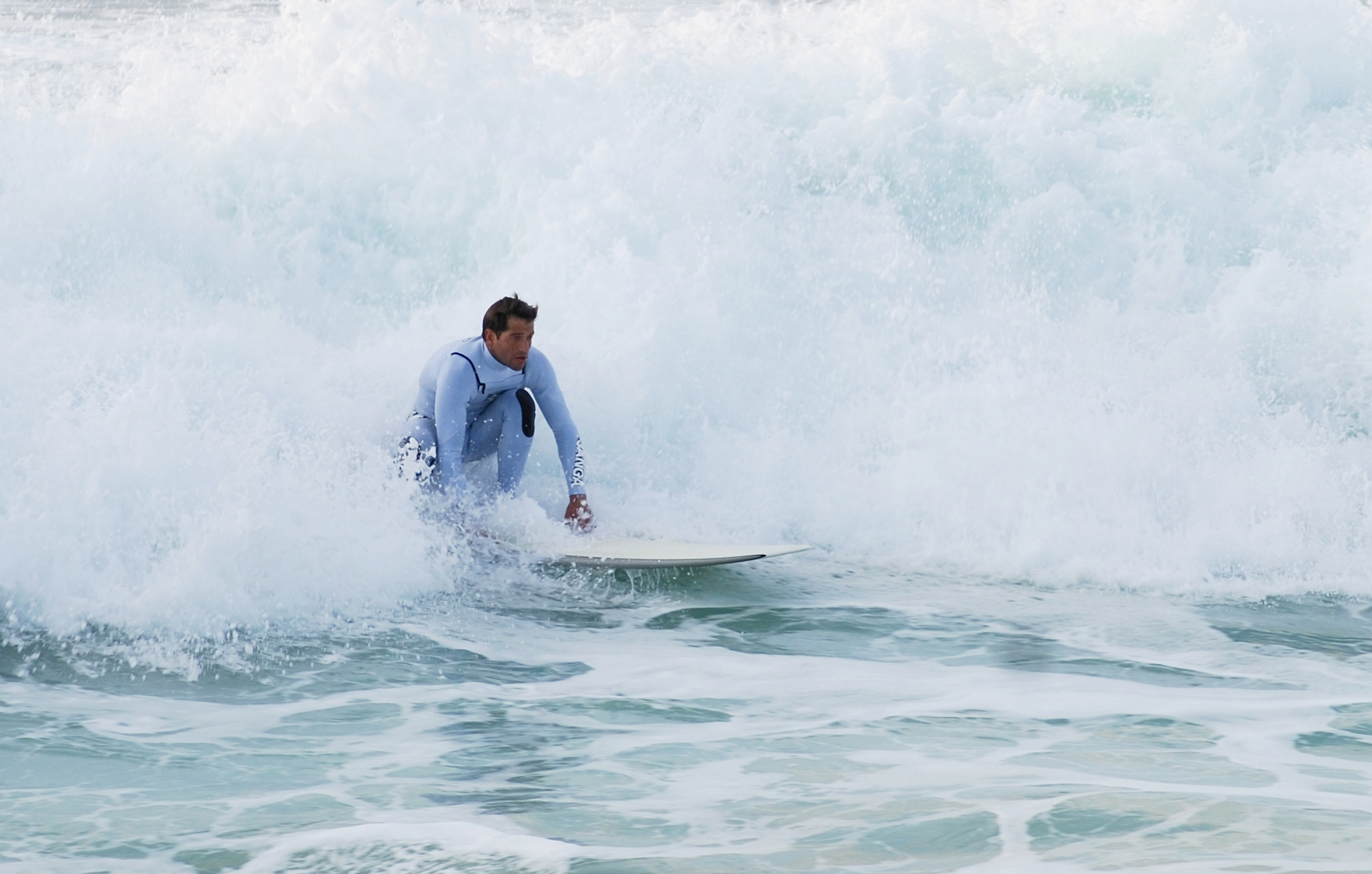
Surfer voor de kust van het Portugese Costa da Caparica

Surfen (of golfsurfen) is een watersport waarbij men zich door de kracht van de aanrollende golven van de branding naar het strand laat drijven. Surfen is mogelijk de op één na meest oorspronkelijke vorm van boardsporten die er is. Sporten als skimboarden, windsurfen, kitesurfen en wakeboarden, maar ook skateboarden en snowboarden zijn hieruit ontstaan.
Golven ontstaan gewoonlijk ver op zee door wind of storm. Wanneer deze golven de kust naderen worden ze heviger. Het water is daar immers ondieper en moet ergens naartoe waardoor de golven omhoog komen. Doordat de onderkant van de golf vertraagt door wrijving met de zeebodem ontstaat de zogenaamde krul in de golf. Afhankelijk van snelheid, richting, kracht van de golfbeweging en de vorm en steilheid van de bodem kunnen verschillende soorten golven ontstaan die variëren in vorm en kracht.
Een golfsurfer gebruikt de steilheid van de voorzijde van de golf om snelheid en drijfkracht te creëren en door de ontstane vrijheid in beweging dat gedeelte van de golf te kunnen opzoeken waar nog meer snelheid te behalen valt. Hierbij worden verschillende bewegingen, oftewel trucjes, gebruikt. De manier waarop de bewegingen gemaakt worden past vaak bij een surfstijl, die de surfer zelf liefheeft. Dit heeft ook te maken met het type plank waarmee gesurft wordt. Longboarders die gebruikmaken van langere en bredere planken maken vaak sierlijke bewegingen, terwijl shortboarders vaak agressiever bewegen om veel water te doen opspatten.

## Geschiedenis
Het golfsurfen is waarschijnlijk duizenden jaren geleden ontstaan in Polynesië. Verschillende varianten werden op vele plekken in het Polynesische gebied bedreven, zoals op Tahiti, Samoa en Tonga. Mogelijk hebben de Moche in het huidige Peru al ver voor de jaartelling gesurft op van riet gemaakte surfplanken.
Op de Hawaïaanse eilanden is de sport het meest gecultiveerd. Mogelijk is de traditie meegenomen toen de eerste mensen vanuit wat nu Frans-Polynesië wordt genoemd aankwamen of hebben zij de sport herontdekt. Op Hawaï was het meer dan alleen een sport. Het had een religieuze functie, ingebed binnen de Kapu, die een verzameling van allerlei gebruiken, regels en verboden inhoudt. De allergrootste planken, van meer dan vijf meter lengte (Olo genaamd) mochten alleen door stamhoofden en later ook door leden van de koninklijke familie gebruikt worden. Verder waren bepaalde plekken alleen voor de elite toegestaan. Voordat een nieuwe surfplank gemaakt werd, werd er eerst een offer gebracht.
Tijdens de ontdekkingsreizen van de Brit James Cook langs Tahiti en Hawaï werd het surfen opgemerkt. Zijn navigator Samuel Wallis, de meereizende botanicus Joseph Banks en onderzoeker William Anderson waren de eerste Europeanen die de sport beschreven. Toen Hawaï gekerstend werd vonden de missionarissen dat surfen onzedig was en werd het min of meer verboden. De traditie zou echter nooit verdwijnen.

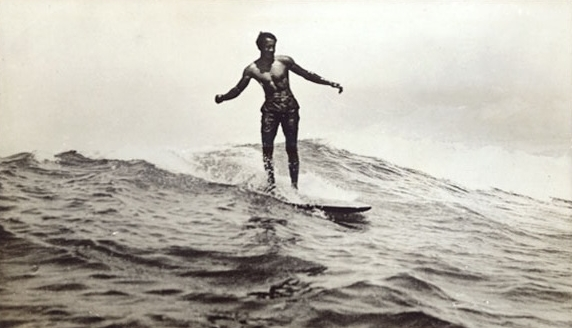
Duke Kahanamoku in 1910

De eerste surfers in Californië waren drie Hawaïaanse prinsen die in 1885, tijdens hun studie in Californië, besloten om aan de kust te gaan surfen. De Olympische zwemmer Duke Kahanamoku heeft de sport enorm bekendgemaakt door deze te demonstreren op verschillende plekken in Zuid-Californië en Australië. De strandwacht George Freeth wordt gezien als de grondlegger van het moderne surfen.
De sport is in de loop der jaren veel veranderd. De massief houten planken, van balsa, werden eerst vervangen door holle planken. Vandaag de dag bestaat een plank uit polyurethaan of polystyreenschuim met daarom heen een glasvezeldoek en een kunstharslaag (polyester of epoxy). Ook worden er kleinere boards gemaakt waardoor de bewegingsvrijheid enorm wordt vergroot.
Wereldwijd zijn er gebieden aangewezen die men surfstranden noemt. Enerzijds betreffen die locaties alwaar men de surfsport het best kan uitoefenen, onder andere in verband staand met golven, branding en strand, anderzijds creëren deze een gebied dat zo goed mogelijke veiligheid biedt aan zowel surfers als zwemmers en vaartuigen.

## Uitrusting en verschillende surfboards

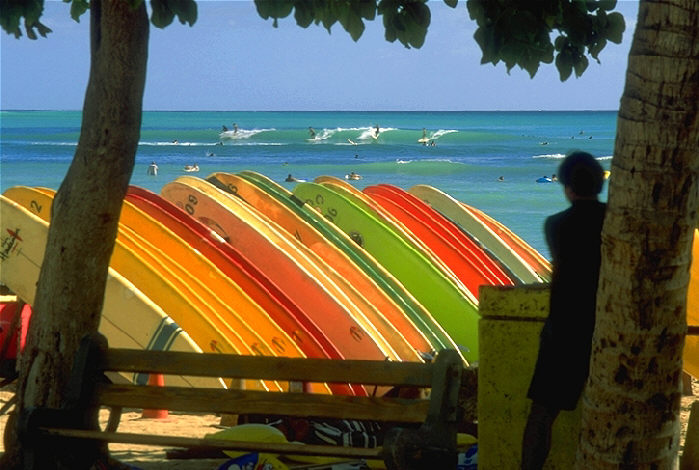
Longboards op Waikiki

Er zijn verschillende surfstijlen, wat te maken heeft met de plank en de golven waarop gesurft wordt:
- longboarden, met surfboards van ongeveer 3 meter lengte.
- shortboarden, met surfboards van gewoonlijk 1,30 à 1,95 meter en met drie vinnen.
- skimboarden, met kleine surfboards ontworpen om snel mee te manoeuvreren.
- Men kan ook surfen op een surfboard van gemiddelde grootte dat funboard wordt genoemd.

Om te surfen is nog andere uitrusting nodig, zoals een zogenaamde leash (die ervoor zorgt dat men bij het vallen zijn surfboard niet verliest), surf wax, eventueel een pad (voor extra grip op de plank) en vinnen die de bestuurbaarheid verbeteren. Om op kouder water te kunnen surfen, zijn er ook wetsuits in verschillende dikten om afkoeling te voorkomen.

## Surfcultuur

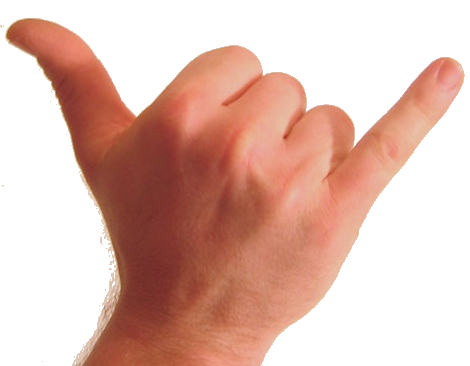
Het Shaka-teken

Rondom het surfen is in de loop van de tijd een eigen cultuur ontstaan met een eigen taalgebruik, mode en symbolen die ook weer overgenomen zijn door niet-surfers.
Voorbeelden hiervan zijn:
- Het shaka-teken, ook wel hang loose genoemd, is een groet waarbij je een vuist opsteekt maar dan wel met de duim en pink gestrekt. Deze groet is overgenomen uit de Hawaïaanse cultuur.
- De woodie is een stationwagen die aan de zijkanten met hout is afgewerkt en in de jaren vijftig en zestig werd gebruikt om de surfplanken te vervoeren.
- Surf is een muziekstijl die begin jaren zestig ontstond en die geïnspireerd is op het surfleven.
- Beach bunnies zijn meiden die zelf niet surfen maar die wel in de surf scene rondhangen.
- Boardshorts zijn lange zwembroeken.
- Rip Curl, O'Neill en Body Glove zijn kledingmerken die uit de surfwereld zijn voortgekomen.
- Surf gangs zijn groepen surfers die een bepaald strand als hun territorium beschouwen en die geen andere surfers op hun strand toelaten.

Verder heeft de surf scene geleid tot een apart filmgenre. Voorbeelden van surffilms zijn Surf's Up, Blue Crush en Point Break.

## Aparte vormen van surfen

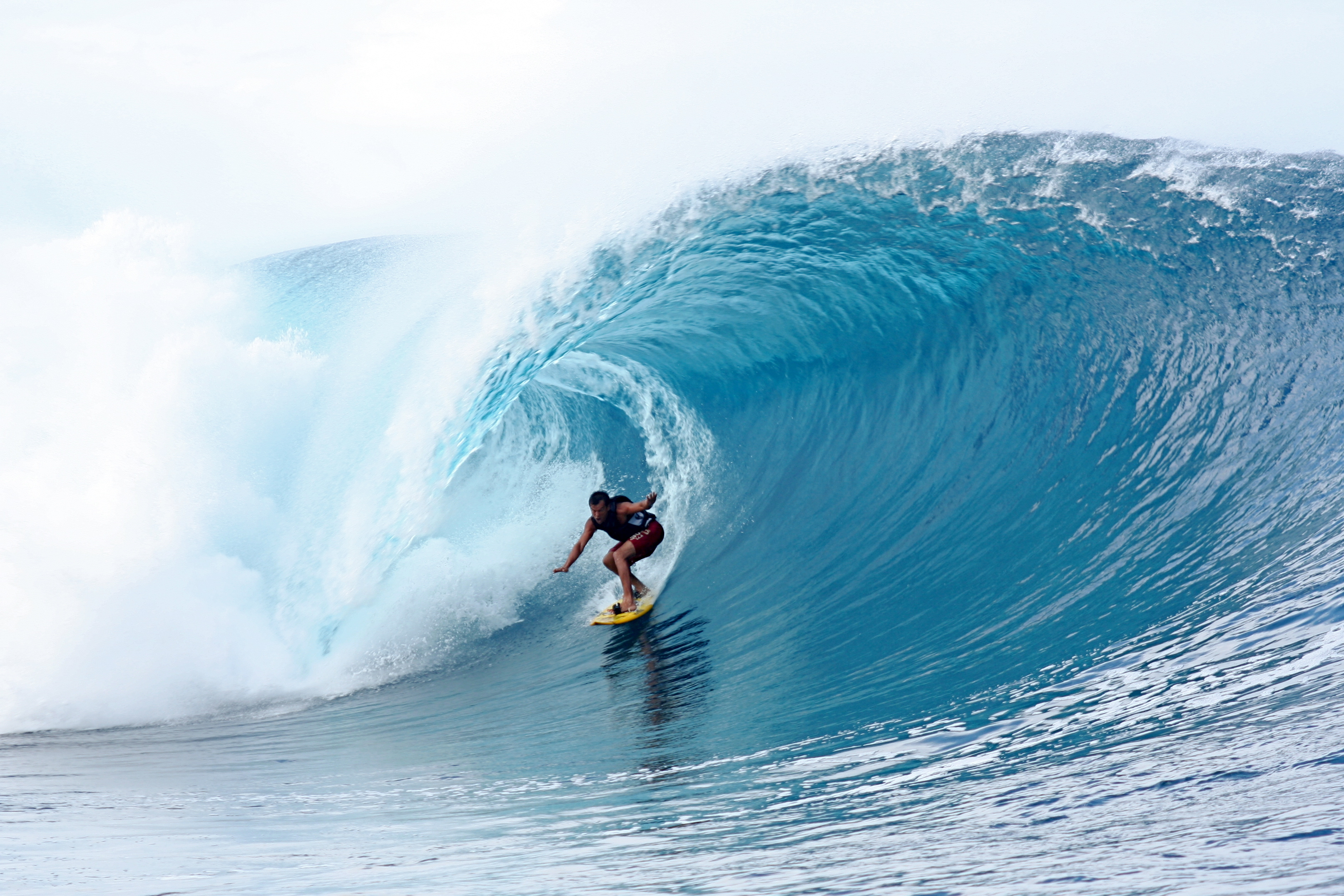
Tube riding op de golven van Teahupoo voor de kust van Tahiti

- Big wave surfing: surfen op golven van minimaal acht meter hoog.
- Tube riding: een variant op big wave surfing. Wanneer zeer hoge golven breken kan er een tunnel ontstaan, een zogenaamde tube, waar de surfer doorheen glijdt. De surfer glijdt naar beneden terwijl het water in de tube omhoog wordt gestuwd.
- Tow-in surfing: een vorm waarbij de surfer met een jetski naar de juiste startplek wordt getrokken.
- Stand-up paddle surfing: een vorm waarbij de surfer zich staand op het board met een peddel voortbeweegt.
- Bodysurfen: surfen zonder board, waarbij het lichaam van de surfer deze functie overneemt.
- Branding- of surfkajakken: een vorm waarbij men in een speciaal hiervoor geschikte kajak zit en zich met peddels voortbeweegt.
- Windfoilen, surfen op een surfplank, waaraan foil bevestigd is, zodat de plank bij het surfen zich boven het water voortbeweegt.

## Bekende surfers

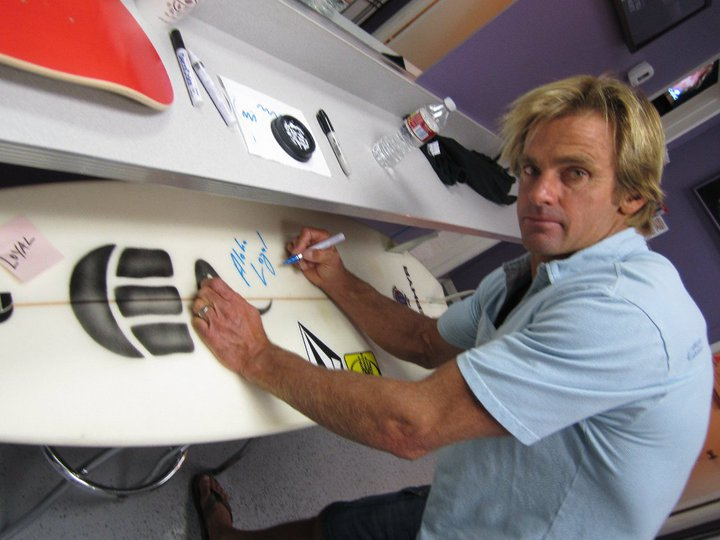
Laird Hamilton, innovator in de surfsport

- George Freeth, de grondlegger van het moderne surfen.
- Bethany Hamilton, verloor op haar dertiende een arm tijdens het surfen door een aanval van een haai. Ze overwon haar handicap en werd een professioneel surfer. Haar verhaal is verfilmd in Soul Surfer.
- Laird Hamilton, een innovator binnen de surfsport. Uitvinder van onder andere tow-in surfing, herintroduceerde het oude Hawaïaanse stand-up paddle surfing en was de eerste die een hydrofoil onder het surfboard monteerde.
- Duke Kahanamoku, populariseerde de surfsport.
- Garrett McNamara, volgens het Guinness Book of Records heeft hij de hoogste golf ooit (23,8 meter) gesurft.
- Kelly Slater, elfmaal wereldkampioen.

## Andere betekenissen

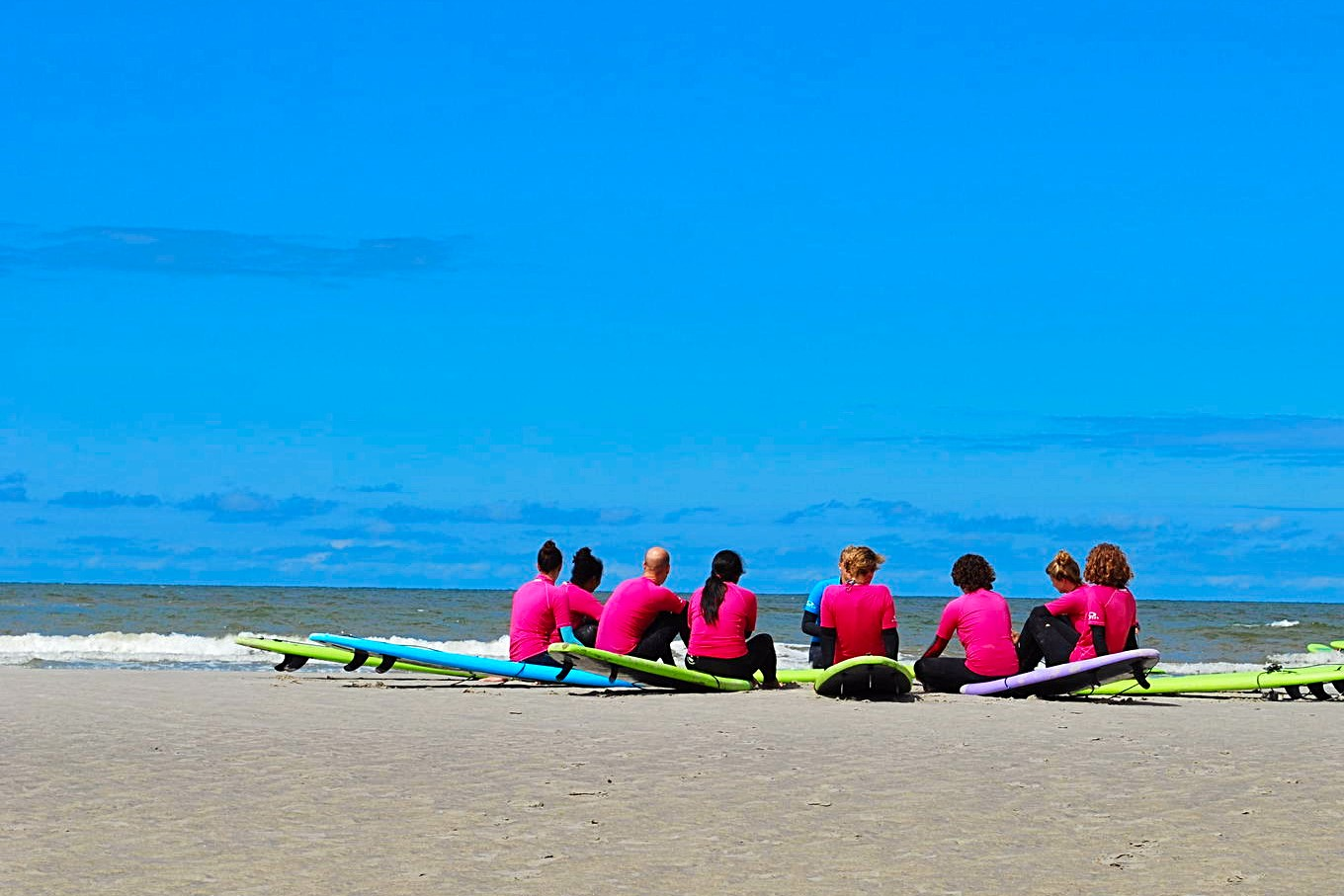
Surfles op strand Nes, Ameland

Met surfen over het internet wordt bedoeld dat van de ene pagina naar de andere pagina gesprongen wordt via links en zo al dwalend over het internet surft.
In deze moderne tijd noemt men ook het zappen met de afstandsbediening van de televisie kanaalsurfen (nieuw sinds 2006 met vernieuwing van het Groene Boekje).